# Gerbillus watersi
Gerbillus watersi (водяна піщанка) — поширена переважно в Судані, Сомалі та Джибуті. Було зареєстровано з консолідованих ґрунтів на гравійних рівнинах, напівпустелях і пустелях.

## Опис
Дрібний гризун з довжиною голови і тіла від 70 до 96 мм, довжиною хвоста від 90 до 125 мм, довжиною лапи від 18 до 23 мм, довжиною вух від 10 до 13 мм і вагою до 20 г. Спинні частини світло-оранжеві або оранжево-коричневі, уздовж хребта темніші, основа волосся сіра, боки світліші, а черевні частини, щоки, підборіддя, горло і кінцівки білі. Лінія поділу по боках чітка. Над і під кожним оком є біла пляма. Хвіст довший за голову і тулуб, зверху світло-оранжево-коричневий, знизу білий і з пучком довгих темних волосків на кінці.

## Спосіб життя
Це наземний і нічний вид. Вдень ховається у своїх норах.